# Jeffrey James Wood
Jeffrey James Wood, född 1952, är en brittisk botaniker specialiserad på orkidéer, samt forskare vid Royal Botanic Gardens, Kew.
Auktorsnamnet J.J.Wood kan användas för Jeffrey James Wood i samband med ett vetenskapligt namn inom botaniken; se Wikipediaartiklar som länkar till auktorsnamnet.